# Fluoruro
Lo ione fluoruro (formula chimica F−) è l'anione del fluoro con numero di ossidazione -1.
I sali che contengono uno ione di questo tipo vengono detti fluoruri.
I fluoruri si trovano in natura, in genere in minerali come la fluorite oppure disciolti in basse concentrazioni nelle acque e in alcuni cibi quali tè e alghe.
Le acque di sorgente in genere hanno concentrazioni più alte di fluoruri mentre l'acqua marina ha una concentrazione media intorno 1,3 ppm. Le acque potabili in genere contengono concentrazioni di fluoruri tra 0,01 e 0,3 ppm.

## Proprietà
I fluoruri sono normalmente incolori e poco solubili in acqua.

## Impieghi
- Nell'industria nella lavorazione del vetro e dei circuiti integrati.
- In sintesi organica, ad esempio nella deprotezione di molecole protette come silil eteri.
- In biochimica gli ioni fluoruro sono utilizzati come inibitori della serina/treonina fosfatasi.
- Come agente anti carie nei dentifrici e nei collutori.

## Composti
Esempi di composti di fluoruri includono:
- Acido fluoridrico
- Difluoruro d'ammonio e idrogeno
- Esafluoruro di uranio
- Fluoruro di calcio
- Fluoruro di cloro
- Fluoruro di sodio

### Fluoruro di solforile
Il fluoruro di solforile, SO2F2, viene spesso utilizzato come antiparassitario, per disinfestare gli edifici dagli insetti.
In merito a questo composto alcuni ricercatori della Scripps Institution of Oceanography di San Diego, in California, hanno scoperto che il suo impatto sul clima è 4.800 volte più dannoso dell'anidride carbonica.
Le circa 2.000 t liberate ogni anno corrisponderebbero a quasi 10 milioni di t di CO2.
Inoltre hanno verificato che rimane attivo nell'ambiente per 36 anni.